# Mike Di Stefano
Michael Di Stefano (Burnaby, 16 febbraio 1984) è un ex hockeista su ghiaccio canadese naturalizzato italiano, di ruolo attaccante.

## Carriera
Di Stefano iniziò a giocare ad hockey nel suo paese di origine e precisamente nella British Columbia Hockey League (una delle leghe giovanili di hockey del Canada).
Venne portato in Italia dal GM dei Milano Vipers Lodovico Migliore nella stagione 2005-2006 che sfruttò il regolamento di quella stagione che consentì di tesserare un giovane oriundo under 22.
Dopo un inizio difficile esplose nei play off contribuendo in modo decisivo alla vittoria del quinto scudetto di fila per i Vipers quando fu inserito stabilmente in seconda linea di attacco per sostituire l'infortunato Mario Chitarroni.
Nella stagione 2006-2007 i Vipers confermarono il giovane oriundo ma lo mandarono in prestito al farm-team stagionale del Valpellice (serie A2) per maturare lo status di italiano. Disputò un'ottima stagione: miglior realizzatore della squadra con 71 punti, e terzo assoluto nel campionato di Serie A2 chiuso dal Valpellice al secondo posto finale.
Nella stagione 2007-2008 i Vipers richiamarono Di Stefano in squadra per farlo diventare, nonostante la giovane età, una pedina fondamentale dell'attacco rossoblù, ma dopo solo 12 apparizioni sul ghiaccio milanese l'avventura italiana di Di Stefano ebbe termine: chiese ed ottenne dalla dirigenza Vipers di risolvere il contratto che lo legava alla compagine meneghina per poter far ritorno in Canada. La decisione venne motivata da motivi di lavoro.

## Palmarès

### Club
- Campionato italiano: 1

Milano Vipers: 2005-2006